# Capitolio del Estado de Kentucky

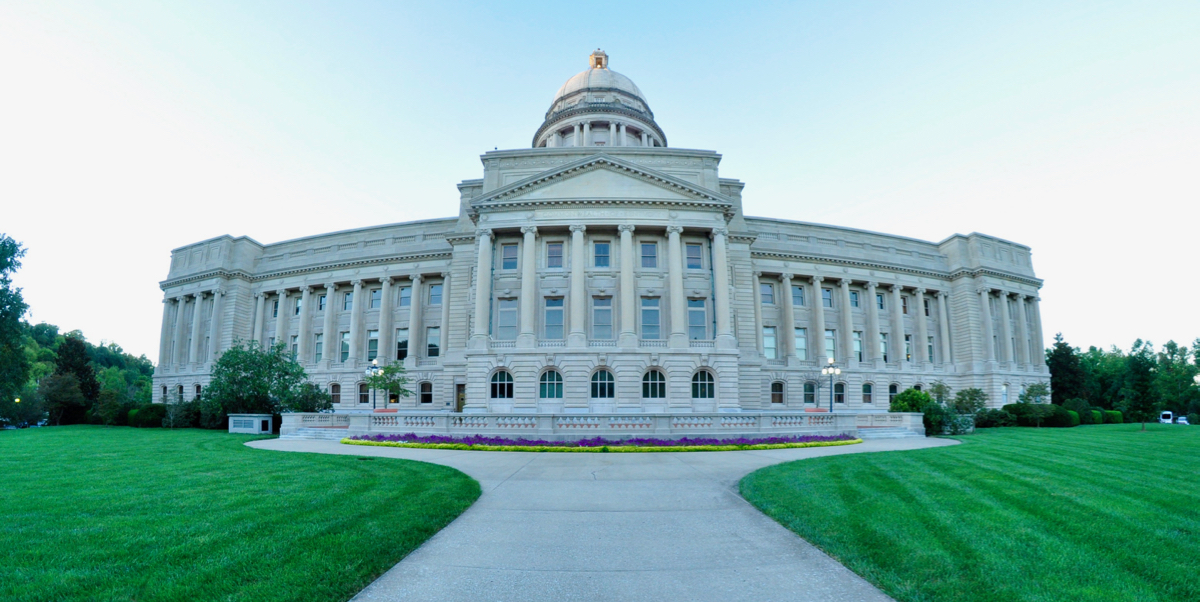
Fachada sur

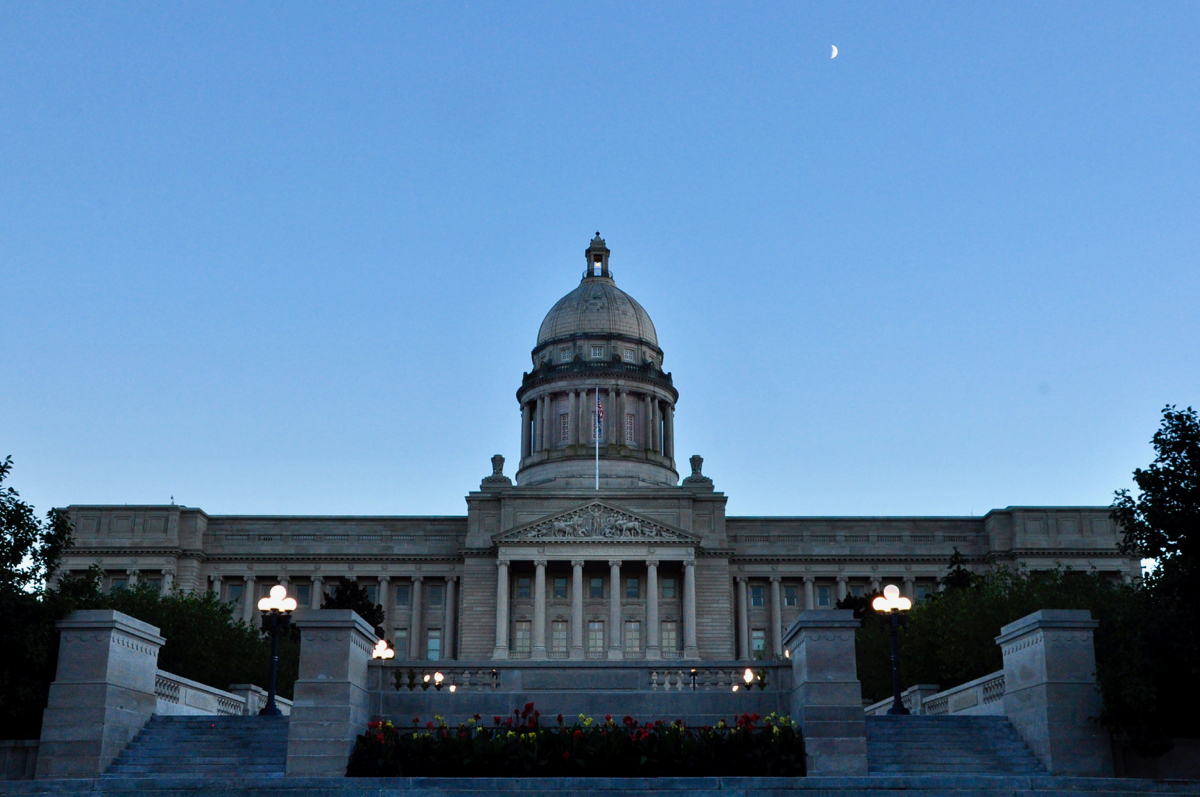
Fachada norte

El Capitolio del Estado de Kentucky (en inglés Kentucky State Capitol) es la casa de las tres ramas (ejecutiva, legislativa y judicial) del gobierno estatal de la Commonwealth de Kentucky. Está localizado en la capital estatal Frankfort y se encuentra inscrito en el Registro Nacional de Sitios Históricos.

## Historia

### Edificios anteriores

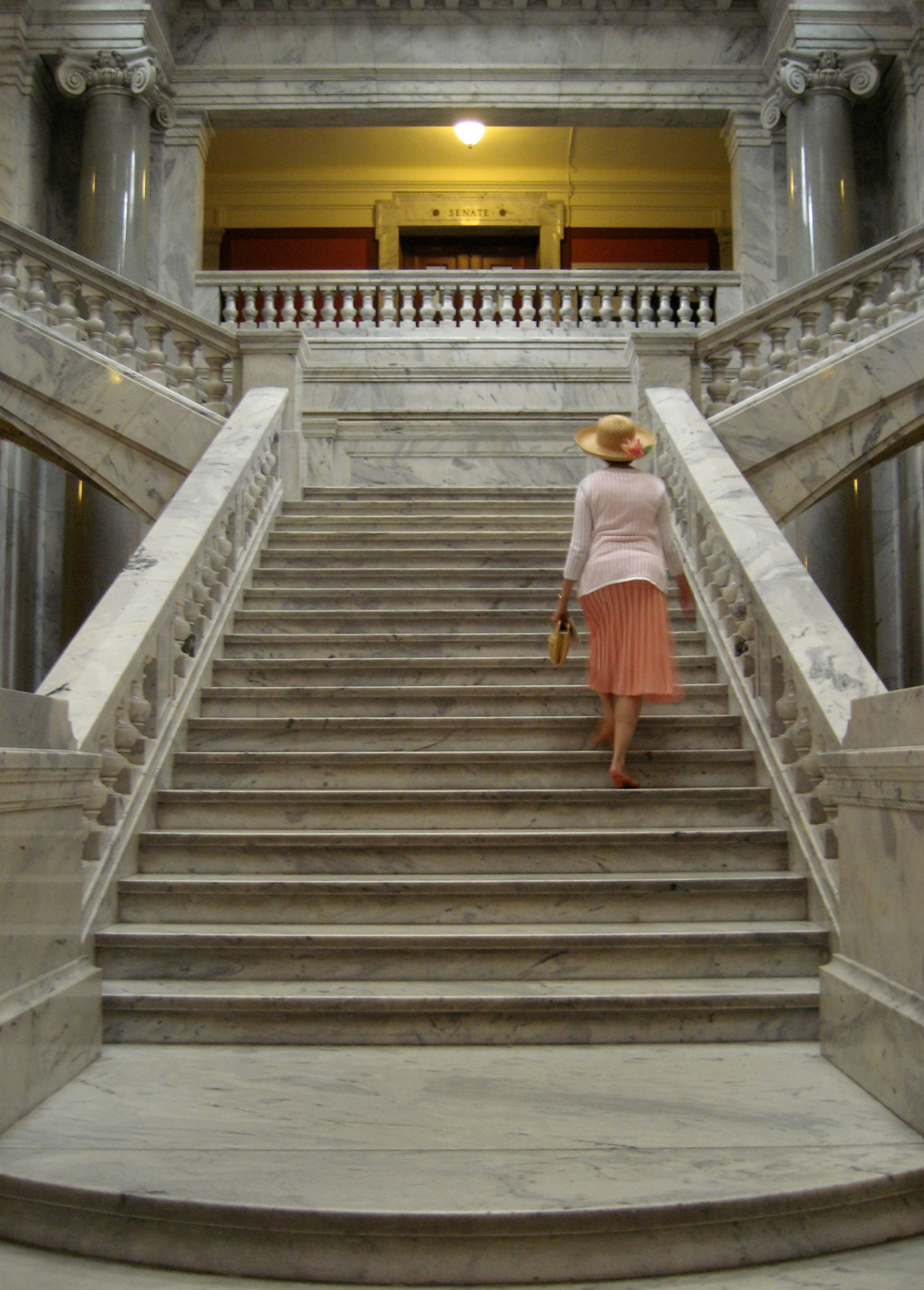
Escalera de mármol

De 1792 a 1830, dos edificios se utilizaron como capitolio, pero ambos sufrieron incendios devastadores.
En 1830 se construyó otro capitolio que se utilizó hasta 1910. Durante las disputadas elecciones para gobernador del estado de 1899, el demócrata William Goebel fue asesinado en el capitolio cuando se dirigía a ser investido. 
La necesidad de un edificio más grande llevó al reemplazo de ese edificio del capitolio, que ahora es un museo operado por la Sociedad Histórica de Kentucky.

### Edificio actual
En 1904 la Asamblea General de Kentucky eligió la ciudad de Frankfort (en lugar de Lexington o Louisville) como la capital estatal y asignó 1 millón de dólares para construir allí un capitolio permanente. La inauguración oficial fue el 14 de agosto de 1905, pero la construcción solo se completó en 1909 a un costo de 1.180.434 y se inauguró el 2 de junio de 1910.
Fue diseñado por Frank Mills Andrews. Usó el estilo Beaux-Arts e incluyó muchos diseños de interiores franceses clásicos. Las escaleras, por ejemplo, son réplicas de las de la Ópera Garnier de París.

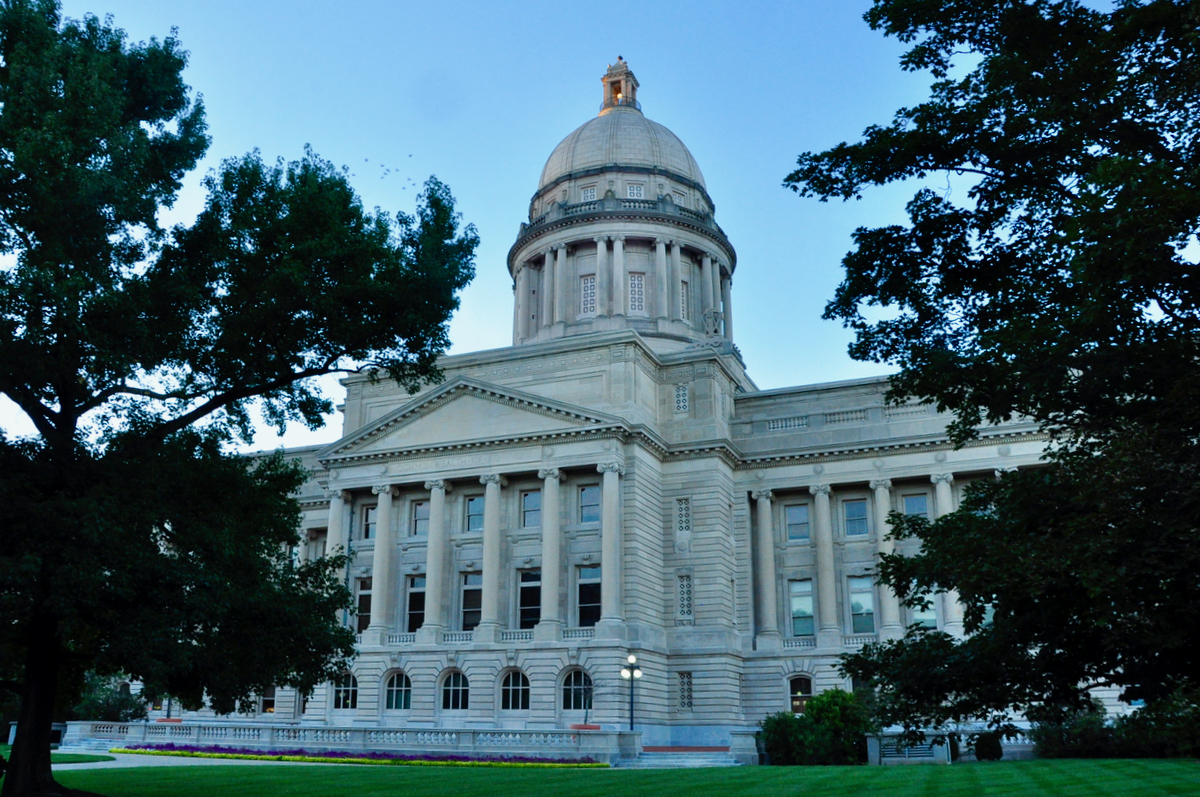
Fachada sureste

Entre 1912 y 1963 se erigieron cinco estatuas de personajes históricos de Kentucky en la rotonda. La primera fue una de bronce de Abraham Lincoln, donada en 1912. Las de Henry Clay y Ephraim McDowell se agregaron en 1930. Ambos son los modelos de yeso bronceado utilizados para las estatuas de bronce que representan a Kentucky en el Salón Nacional de las Estatuas en el Capitolio de los Estados Unidos en Washington D. C.
En 1936, una estatua de mármol de Jefferson Davis, presidente de los Estados Confederados de América, se colocó en la rotonda. La estatua de Davis se pagó tanto con donaciones como con fondos públicos, y se erigió bajo los auspicios de las Hijas Unidas de la Confederación.  La Asamblea General de Kentucky votó para financiar una estatua de bronce de Alben Barkley, ex vicepresidente de los Estados Unidos, y se agregó a la rotonda en 1963. 
En 2018, la Comisión de Propiedades Históricas de Kentucky retiró una placa frente a la estatua de Jefferson Davis, que se refería a Davis como un "patriota" y un "héroe". El 4 de junio de 2020, el gobernador Andy Beshear declaró que creía que la estatua de Davis debería ser removida. El 13 de junio de 2020, la Comisión de Propiedades Históricas de Kentucky votó 11-1 para eliminar la estatua del Capitolio. Esta fue trasladada al Sitio Histórico Estatal del Monumento a Jefferson Davis situado en el condado de Fairview, el lugar de nacimiento de Davis.

## Diseño

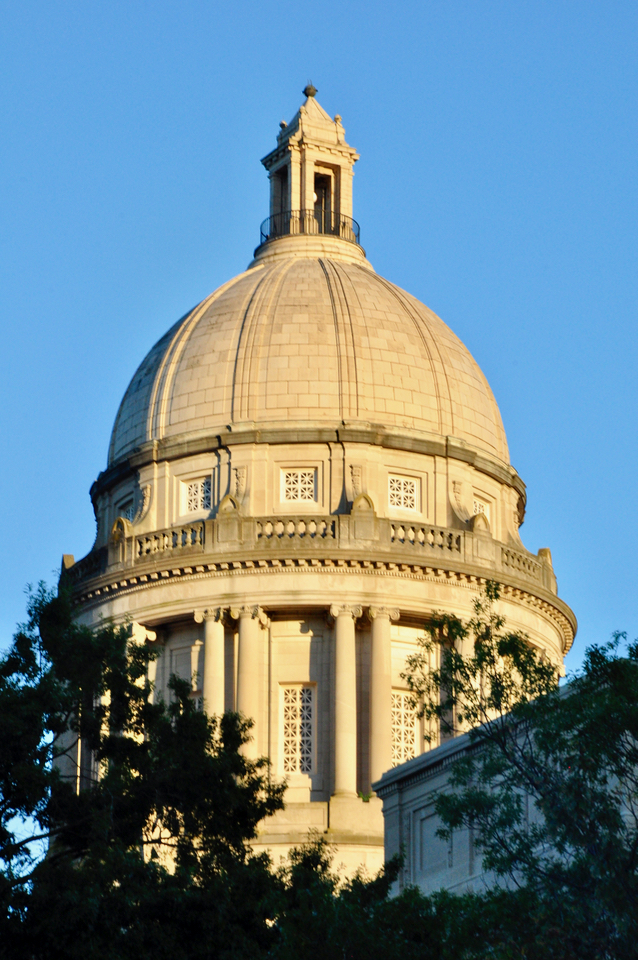
Cúpula

La parte principal del Capitolio tiene tres pisos. El primero contiene las oficinas del gobernador (y su personal), el vicegobernador, el secretario de estado y el fiscal general. También cuenta con una rotonda con estatuas de famosos habitantes de Kentucky y otras exhibiciones, incluida Salón de la Fama de las mujeres de Kentucky.
La rotonda contiene cuatro estatuas de personajes históricos notables de Kentucky. En el centro se encuentra una estatua de bronce de Abraham Lincoln. Las otras tres son de Henry Clay, Alben Barkley y Ephraim McDowell.
El segundo piso contiene la sala de audiencias de la Corte Suprema del estado, así como las cámaras de los magistrados. La biblioteca de derecho estatal está cerca. La Sala de Recepción del Estado también se encuentra en el segundo piso.
Las salas de la Cámara de Representantes y del Senado se enfrentan entre sí en extremos opuestos del tercer piso. También se encuentran allí algunas oficinas legislativas de alto nivel (como las del presidente de la Cámara y el presidente del Senado).
El cuarto piso alberga las galerías de la Cámara y el Senado, así como algunas oficinas para el personal del comité legislativo.
Además, hay un sótano parcialmente enterrado con oficinas en su mayoría para empleados y personal de mantenimiento. Sin embargo, también contiene una pequeña tienda de regalos y un mostrador de almuerzo, así como un túnel que conecta el edificio con el Capitol Annex. Este alberga las salas de los comités de la Asamblea General, las oficinas de los miembros de la Asamblea General y una cafetería.

## Galería

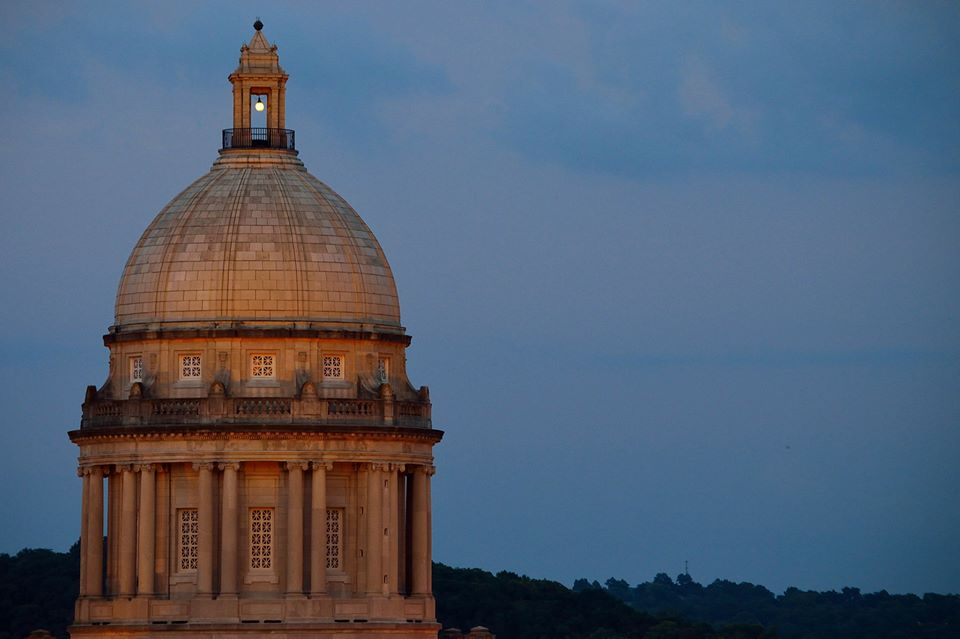
Cúpula del Capitolio vista desde el mirador de los 60 de Estados Unidos.
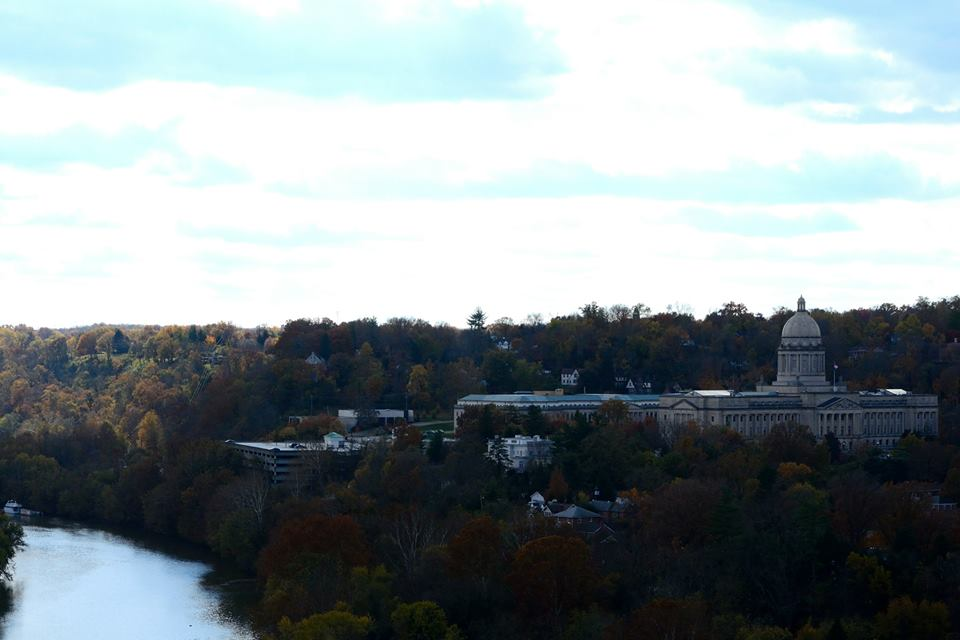
El Capitolio visto desde la tumba de Daniel Boone
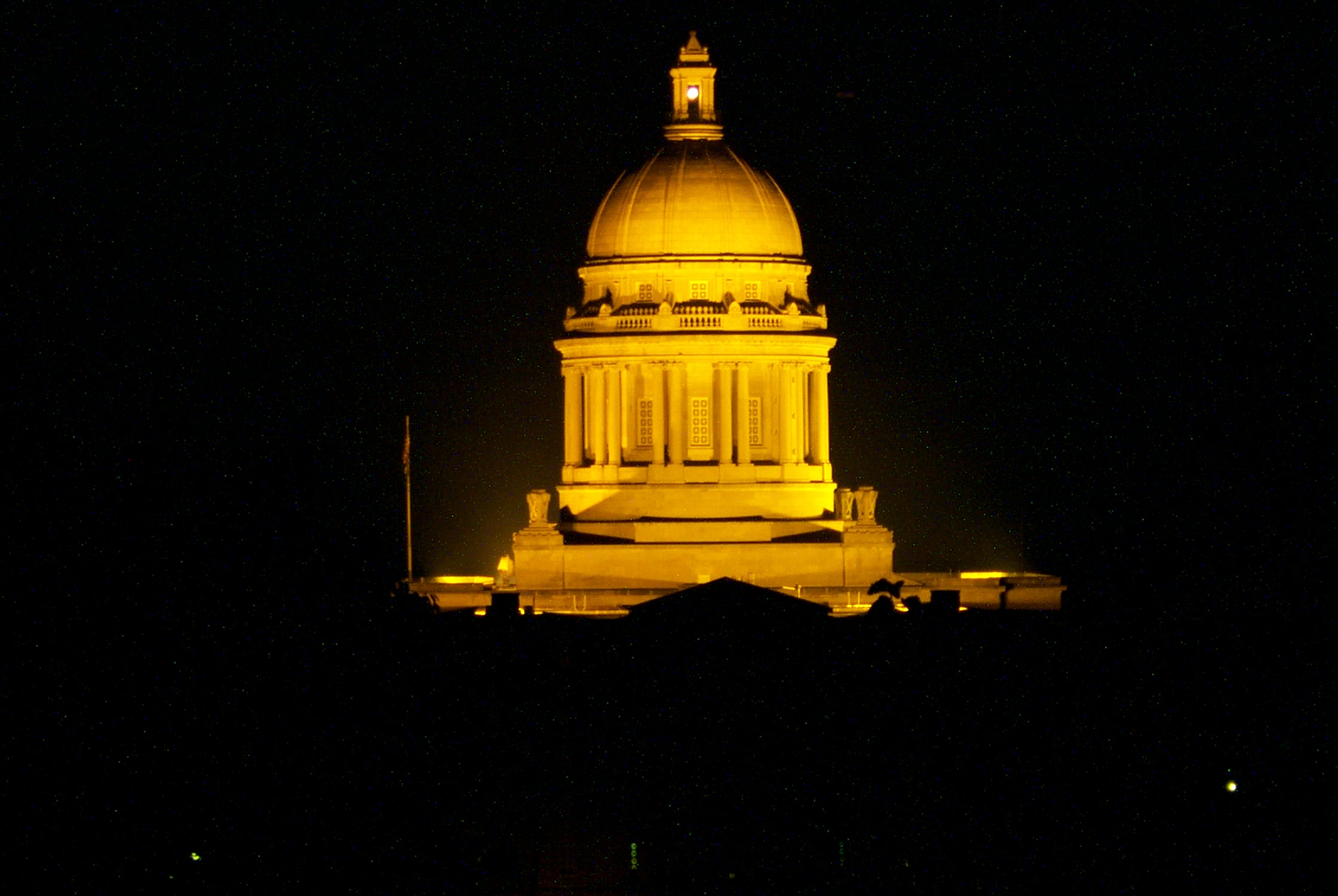
Cúpula del Capitolio iluminada por la noche
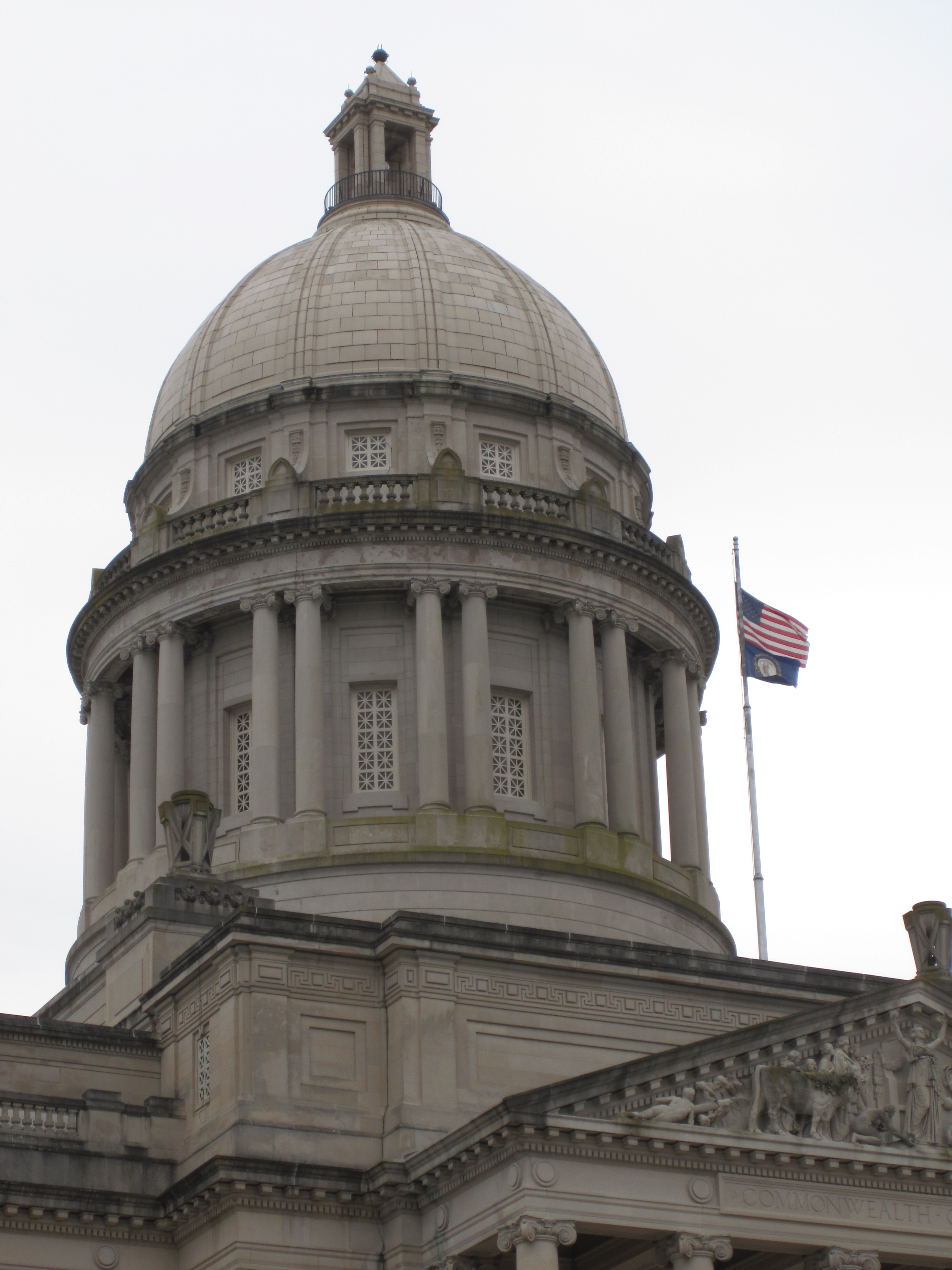
Cúpula del Capitolio, vista desde el exterior de la entrada principal
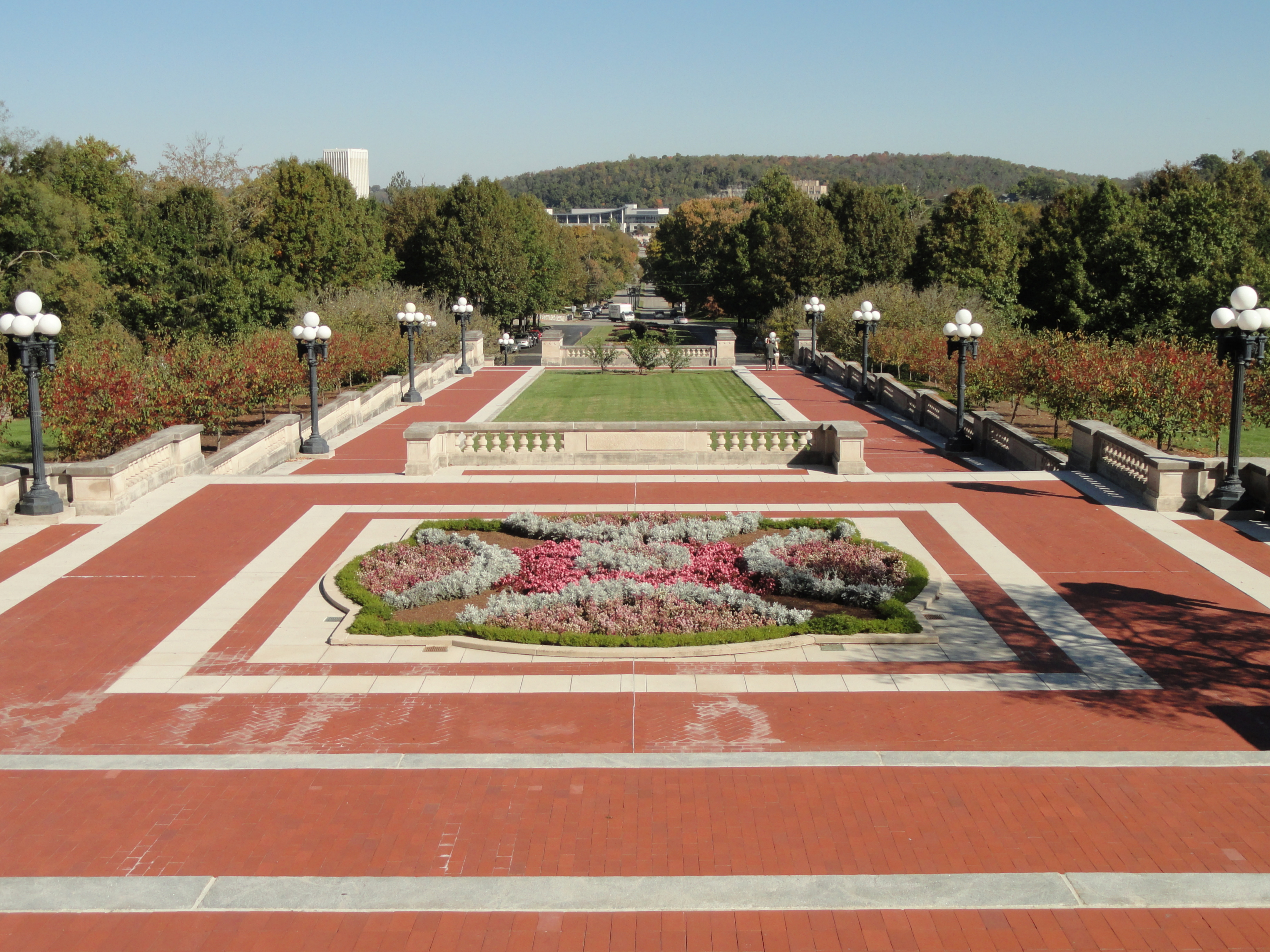
Entrada principal
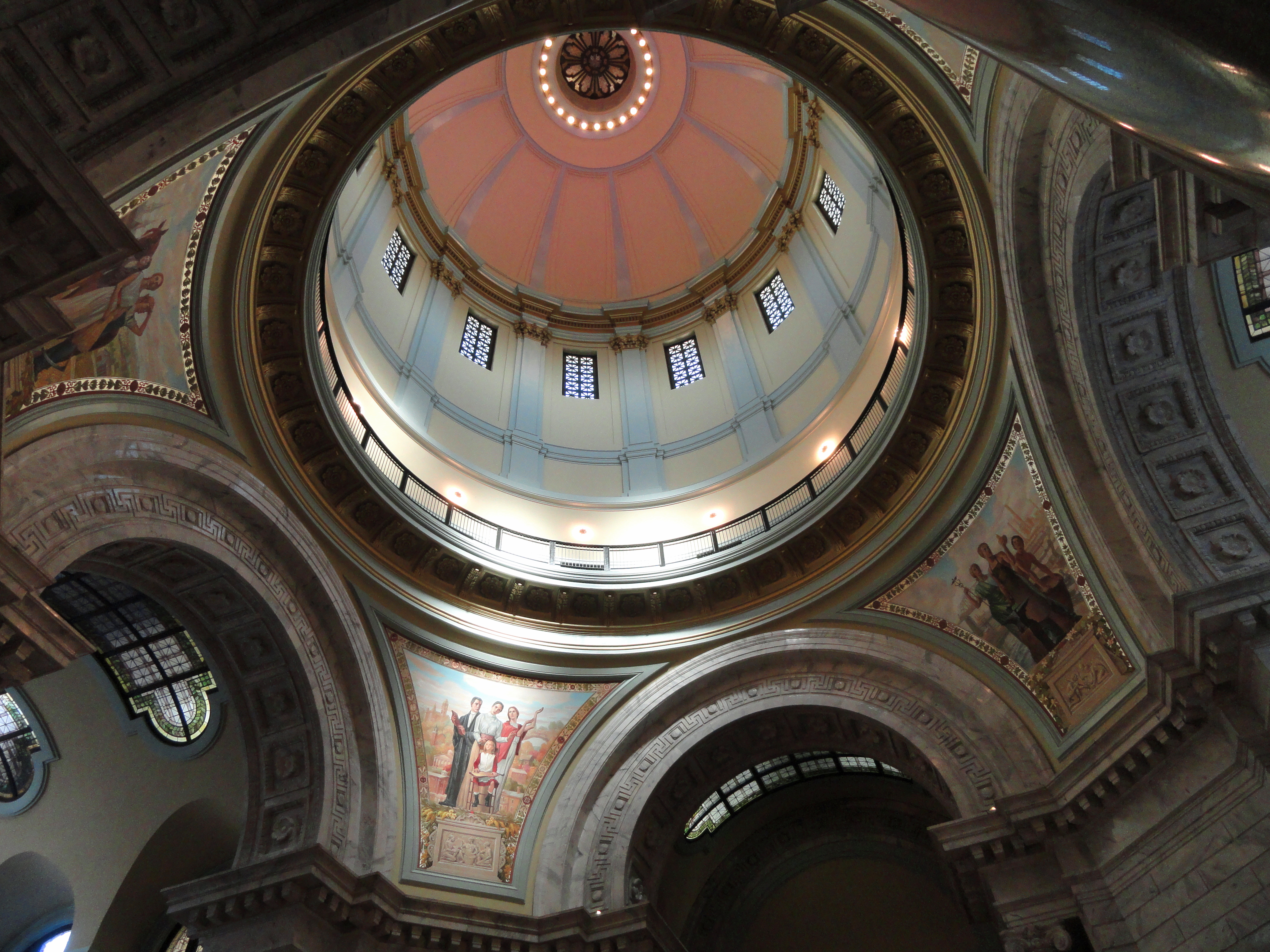
La rotonda
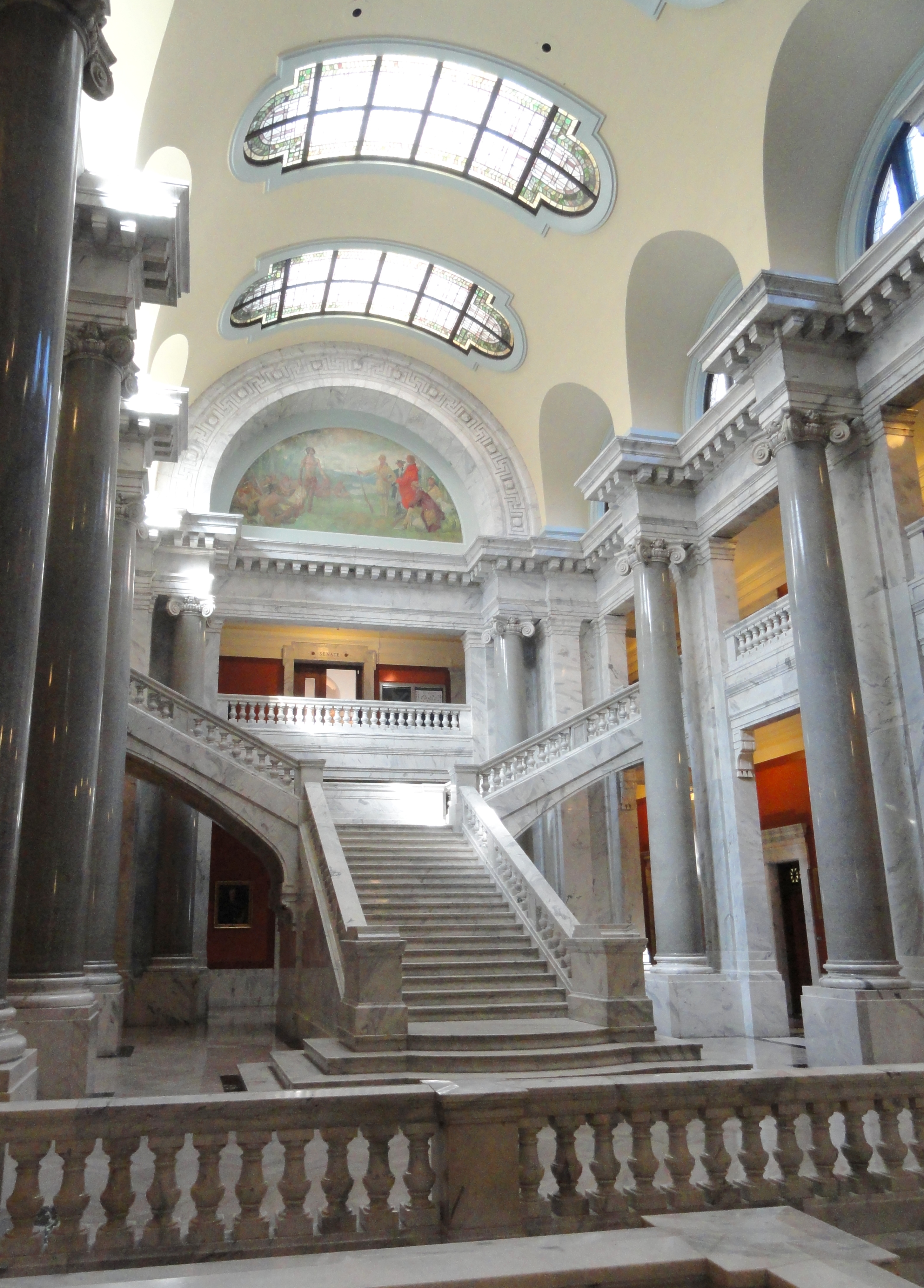
Una de las escaleras de mármol
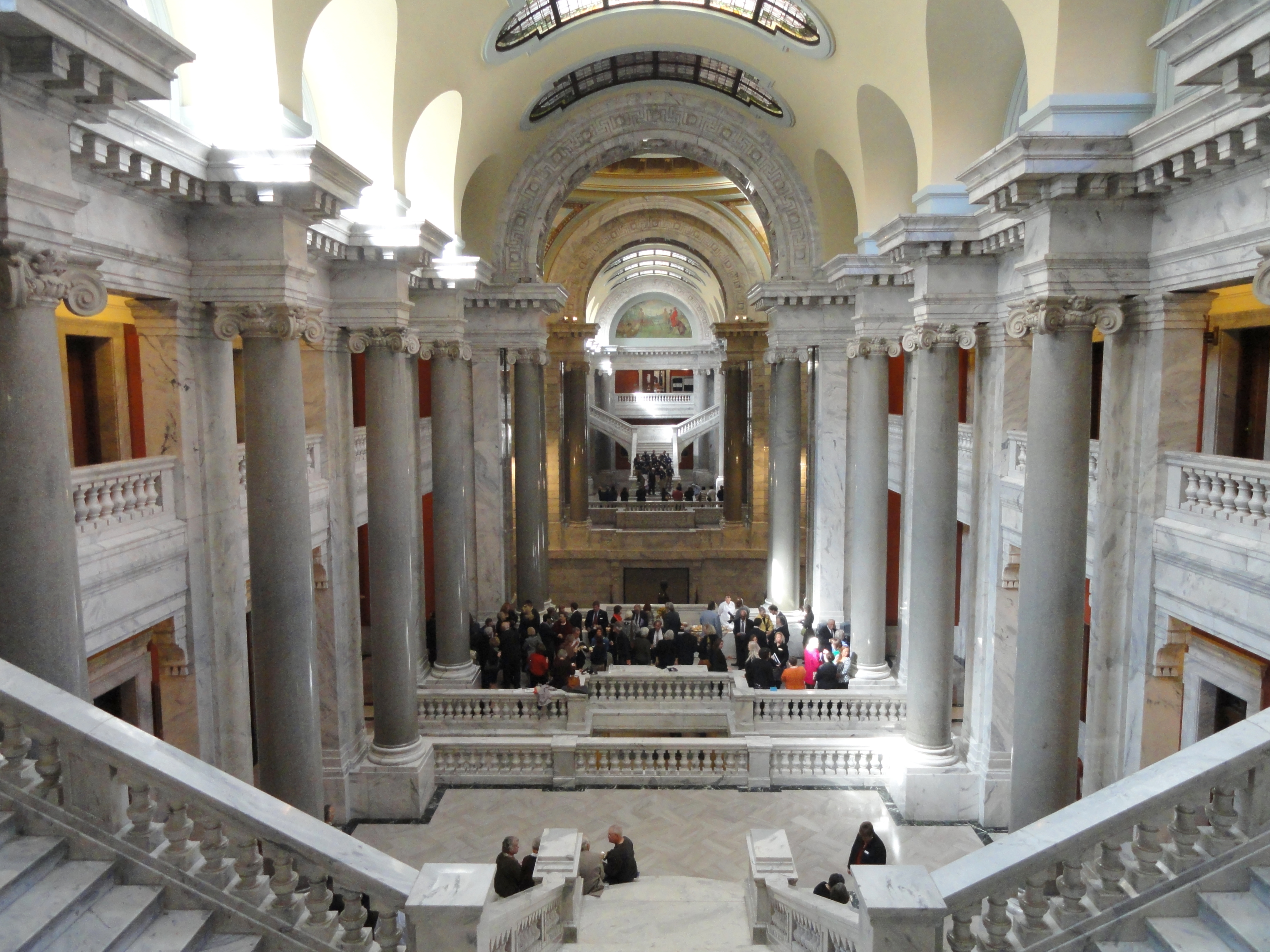
El corredor principal
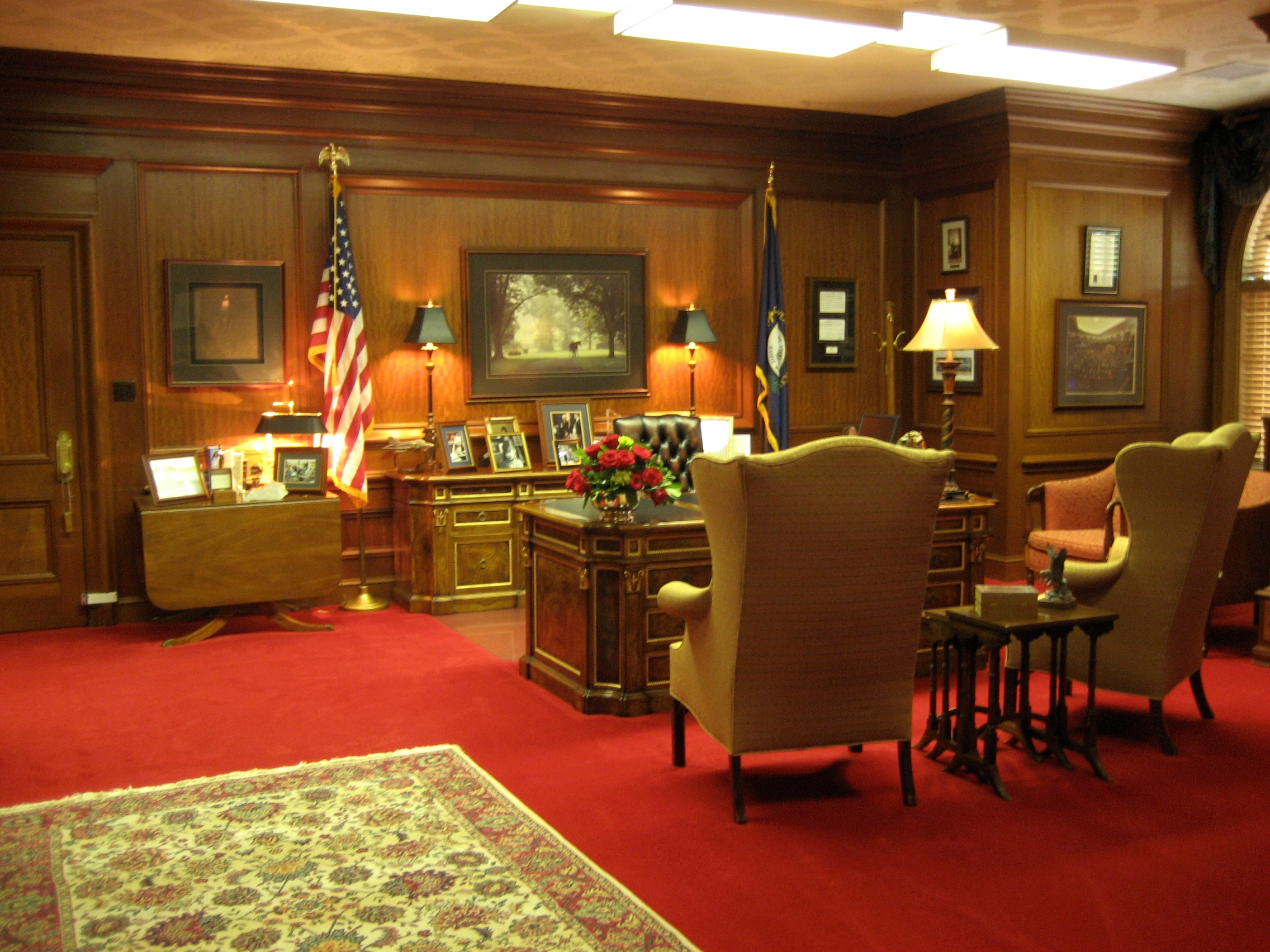
Oficina del gobernador
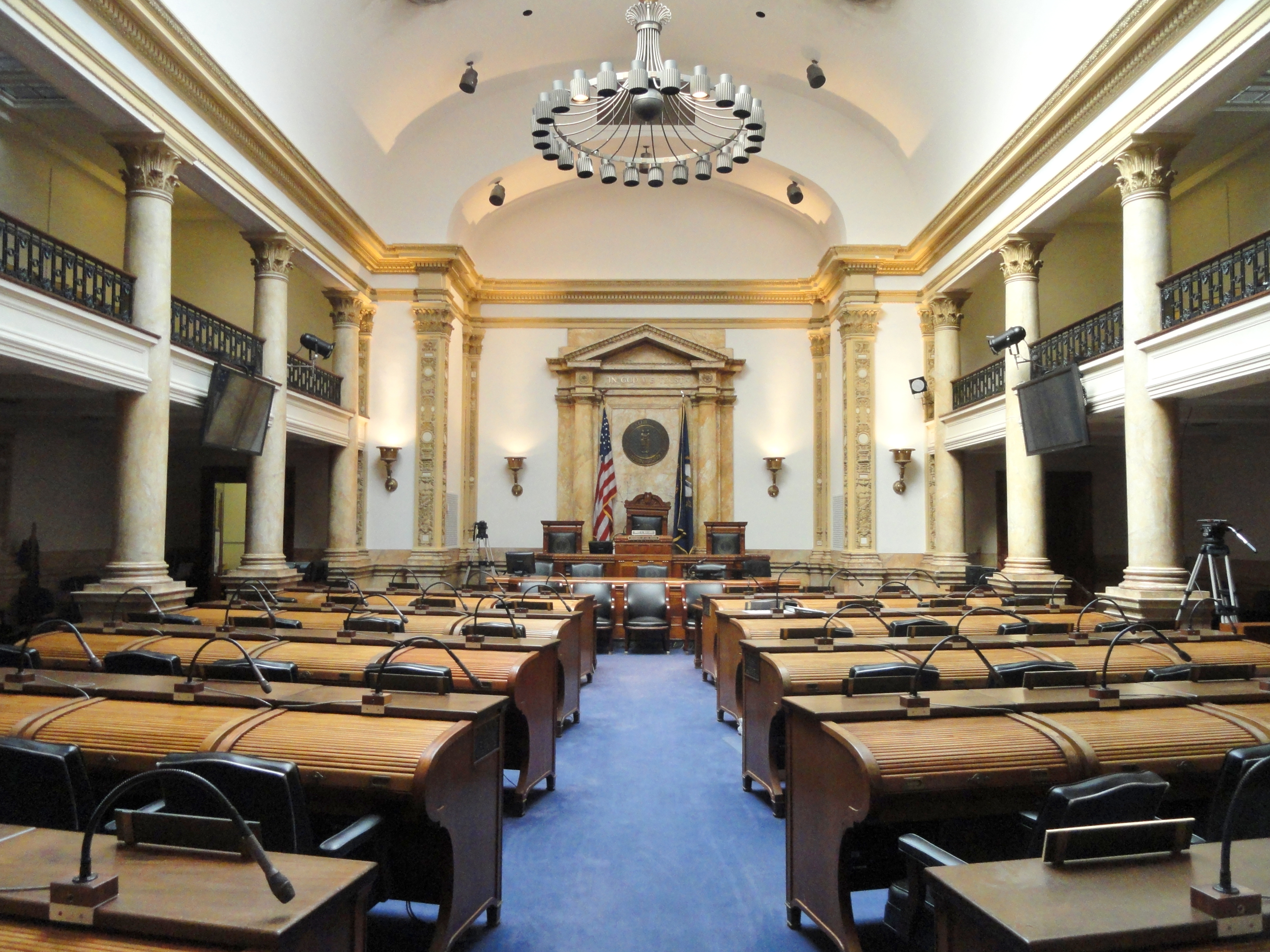
Cámara del Senado
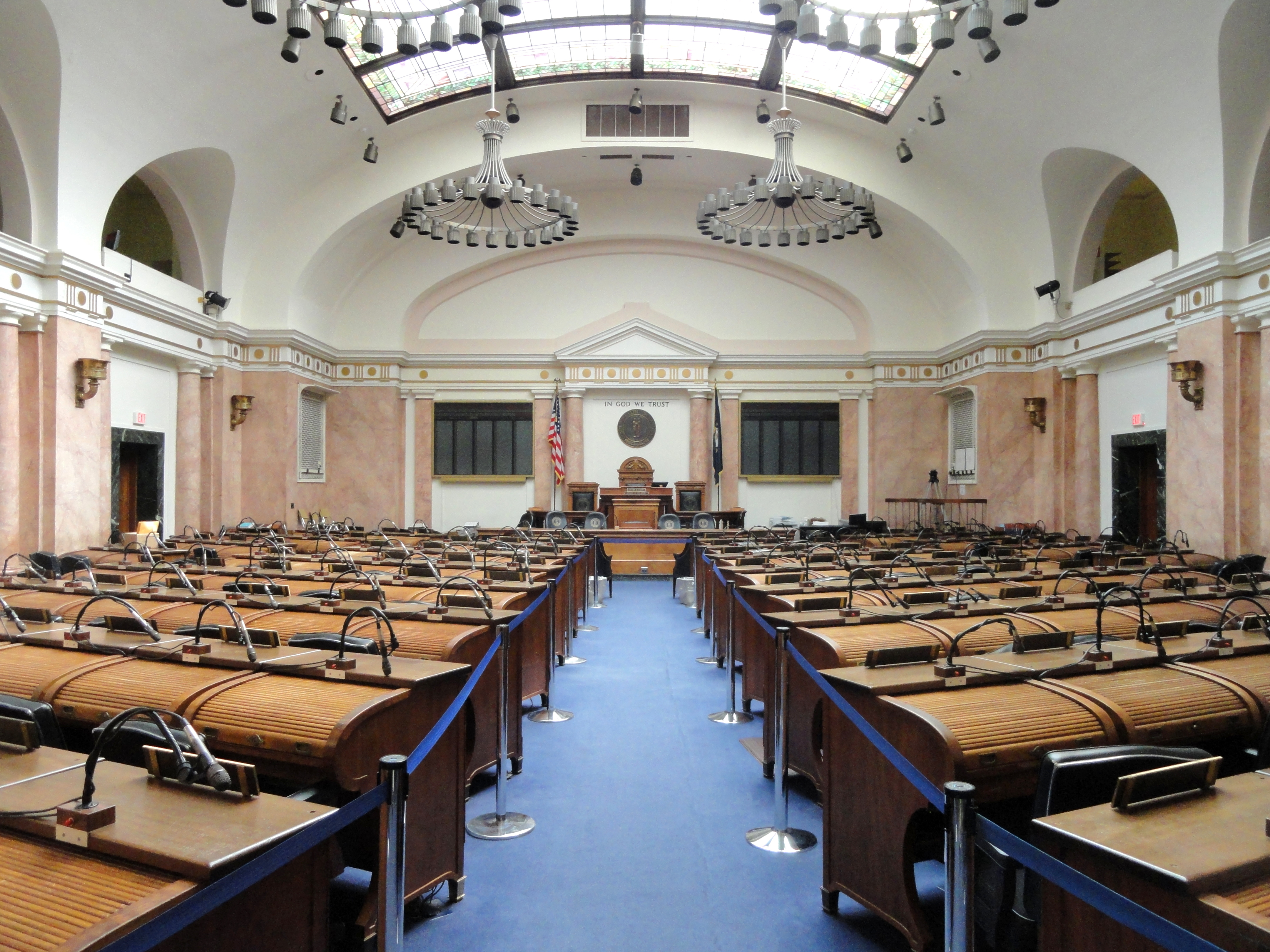
Cámara de Representantes
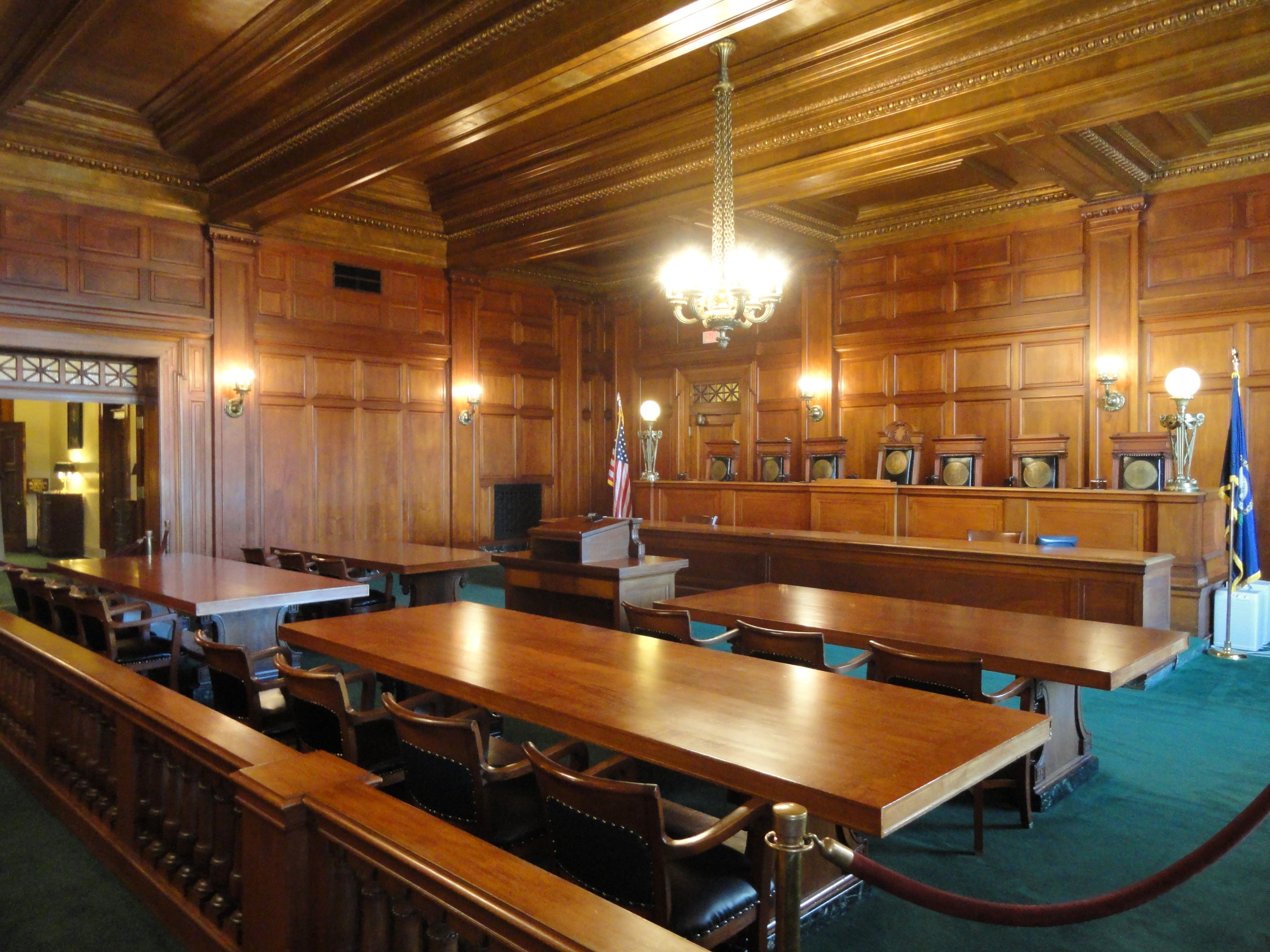
Sala de la Corte Suprema
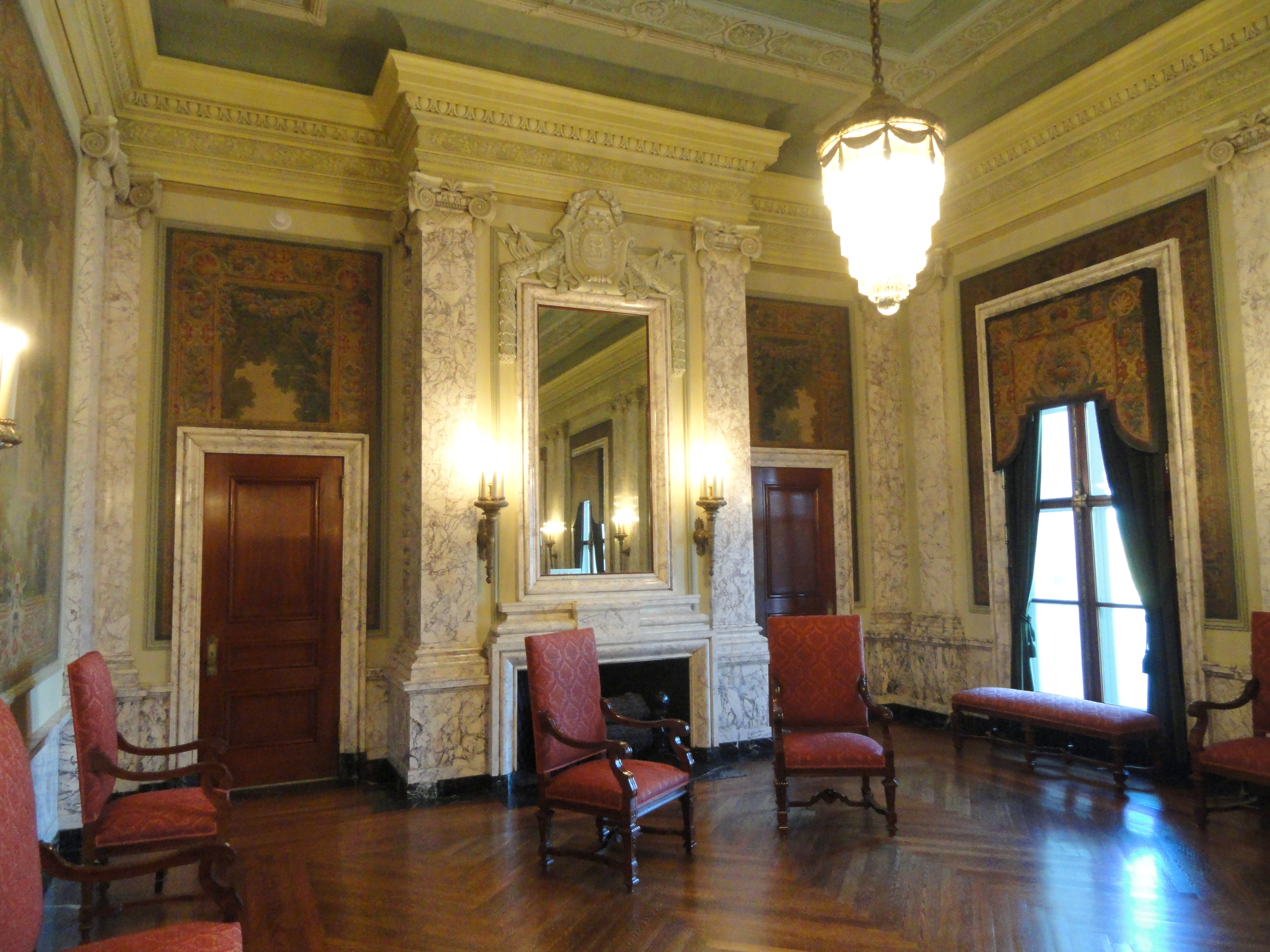
Sala de recepción estatal
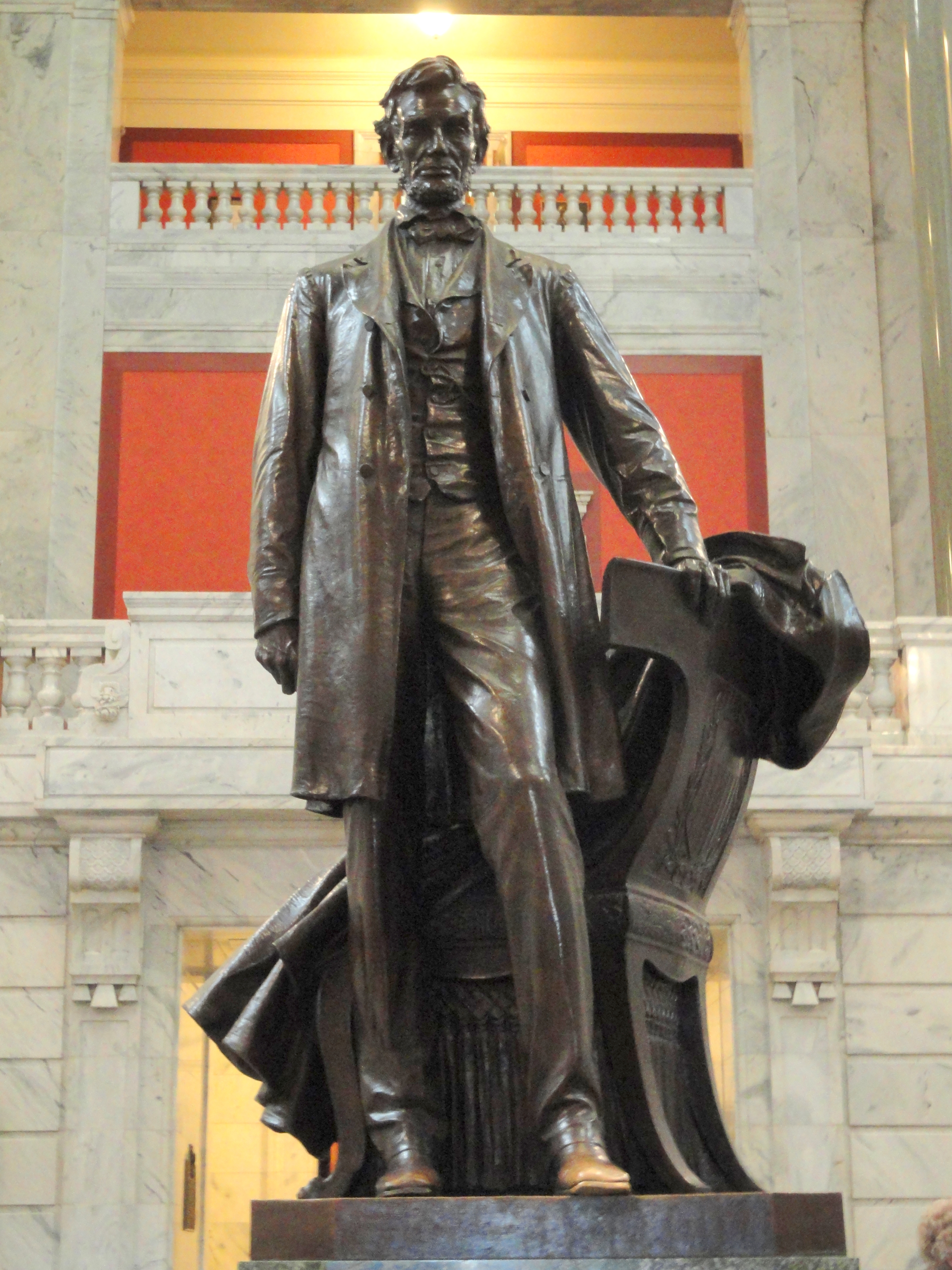
Estatua de Abraham Lincoln
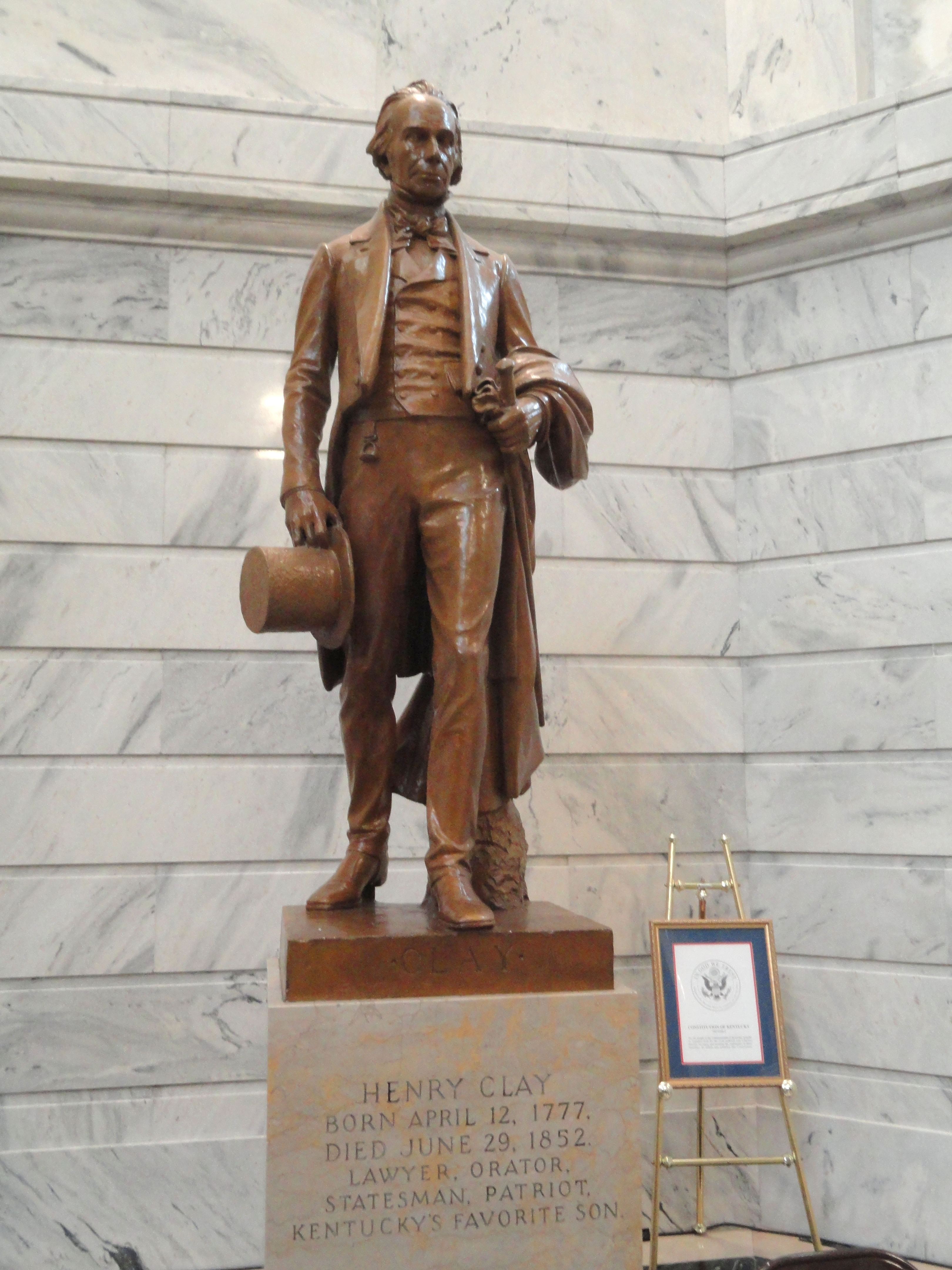
Estatua de Henry Clay